# Donaldson Company
Donaldson Company, Inc. (NYSE: DCI) er en amerikansk producent af luftfiltre og luftfiltrering til brug i motorer, industri, luftfartsindustri, osv.
De har afdelinger i Belgien, Mexico, Kina, UK, Tjekkiet, Malaysia, Thailand, USA, Sydafrika, Rusland, Japan, Italien, tyskland og Frankrig. It has also participated in technological advancements associated with fuel cells.
Donaldson Engineering blev etableret af Frank Donaldson i 1915.